# Ifrít

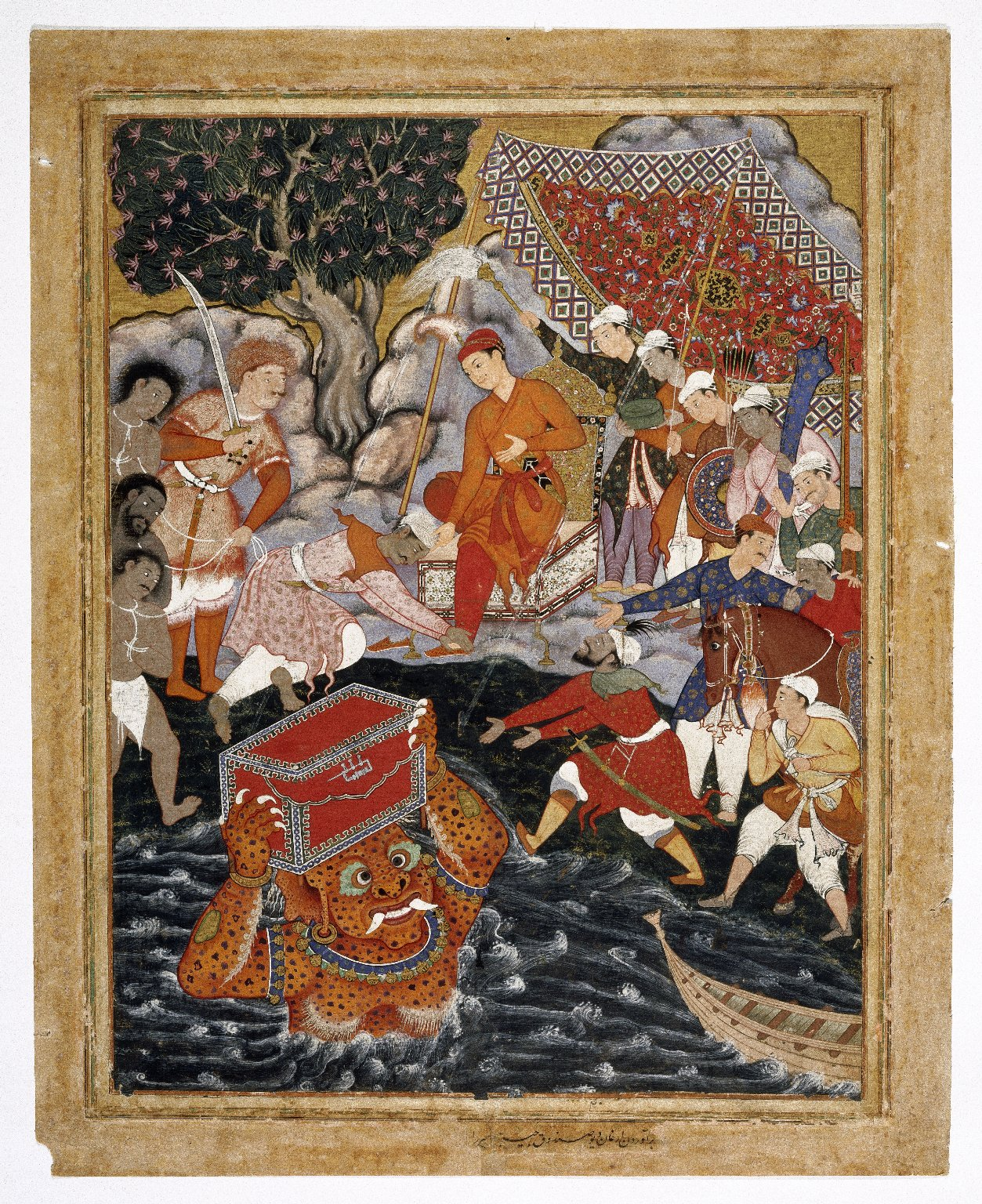
Egy ifrít ábrázolás.

Ifrít a muszlim és arab mitológiában a dzsinnek egy fajtája, akik híresek erejükről és ravaszságukról. Hatalmas szárnyas lények, vannak köztük női és férfi egyedek is, földalatti barlangokban, régi romok közt élnek. Más dzsinnekhez hasonlóan ők is társadalomban élnek, mágikus hatalommal bírnak, de általában a gonosz dzsinnek közé tartoznak.
Az ifrítekről található utalás a Koránban is (An-Naml című szúra, 27:38-40):
"Melyikőtök hozza el nékem a királynő trónusát, mielőtt eljönnének hozzám muszlimként?" A dzsinnek közül egy ifrít azt mondta: "Én elhozom neked, mielőtt még fölállnál a helyedről. Elég erős és megbízható vagyok erre." Valaki, akinek tudása volt az Írásból, azt mondta: "Én elhozom azt neked egy szempillantás alatt." Amikor maga előtt látta letéve, azt mondta: 
"Ez kegyelem az én Uram kegyelméből, hogy próbára tegyen engem, vajon hálás vagyok-e, avagy hálátlan. Aki hálás, az önmaga hasznára hálás. Aki pedig hitetlenkedett, akkor az én Uram Gazdag (a világon senkire nincs szüksége), és Kegyes."
Az egyik legismertebb történet, amelyben szó esik egy ifrítről az Ezeregyéjszaka meséi között található, a Hordár és a fiatal lányok címmel. Ebben egy herceg a kalózok elől menekülve egy erdőbe jut, ahol rátalál egy nőre, aki egy ifrít foglya. Az ifrít megtámadja a herceget, és majommá változtatja. Egy hercegnőnek később sikerül visszaváltoztatni a herceget, és párbajra hívja az ifrítet. A harc során az ifrít különféle állatok formáját veszi fel, majd végül tűzzé változik, mígnem csak hamu marad belőle.
Ő nekem támadt, és erős tusa kezdődött köztünk a föld alatt, aztán a levegőben, végül a vízben. Valahányszor egy bűvös módszert alkalmazott ellenem, én egy még hatalmasabbal válaszoltam, végre a tűz varázsára került a sor, és aki ellen ezt a módot használják, az ritkán menekül meg. És a végzet kedvezett nekem, én égettem őt először, miután felszólítottam, hogy vegye fel az iszlám hitét. Nekem most meg kell halnom, és Alláh pótolja nálatok a helyemet.
Manapság ifrítekkel a szerepjátékokban, videójátékokban találkozhatunk, ahol jellemzően a leghatalmasabb dzsinnekként jelennek meg és a tűz elemmel szokták őket társítani.